# Продолжительная пассивная разработка суставов
Продолжи́тельная пасси́вная разрабо́тка суста́вов (англ. Continuous passive motion, CPM) — метод механотерапии, медицинской реабилитации с целью помощи суставам после травмы или хирургического вмешательства с применением специальных CPM-аппаратов. Аппараты для продолжительной пассивной разработки суставов заставляют суставы сгибаться на заранее установленный градус без участия человека. В большинстве случаев градус сгибания суставов увеличивается в процессе реабилитации.

## История
Впервые аппараты для пассивных движений суставов были созданы шведским физиотерапевтом, основоположником механотерапии Юнасом Густавом Сандером (1835–1920). Он разработал множество механизмов для проведения реабилитации после травм и переломов. Современный же метод продолжительной пассивной разработки суставов был создан в 1970 году канадским хирургом-ортопедом Робертом Салтером (1924–2010). Его исследования 1970-х годов показали, что с помощью пассивной разработки сустава происходит более быстрое заживление всех его тканей.

## Аппараты для продолжительной пассивной разработки суставов
Метод CPM-терапии невозможен без специальных аппаратов. Для разработки каждого травмированного сустава применяется отдельный аппарат (кроме коленного и тазобедренного — они разрабатываются одним аппаратом). Самое широкое распространение получили аппараты для разработки следующих суставов:
- голеностопного,
- плечевого,
- локтевого,
- лучезапястного,
- коленного и тазобедренного,
- кисти.

Аппараты для CPM-терапии выпускаются несколькими компаниями.